# Arboreto estatal de Luisiana
El Arboreto estatal de Luisiana (en inglés: Louisiana State Arboretum) es un jardín botánico de 600 acres (240 hectáreas), situado en la autopista 3042 de Luisiana a aproximadamente 13 kilómetros (ocho millas) al norte de Ville Platte, en el interior del parque estatal Chicot al sur de los Estados Unidos y bordeando una parte del lago Chicot. Fundado en 1961, es el más antiguo arboretum oficial apoyado por el gobierno en los Estados Unidos.